# Bigontina
Il rio Bigontina è un torrente italiano che scorre attraverso il versante orientale della Conca Ampezzana.

## Percorso
Nasce in località Ciampo Marzo, nei pressi del Passo Tre Croci a quota 1820 m s.l.m. Scorre interamente nel comune di Cortina d'Ampezzo, a tratti parallelamente alla Strada statale 48 delle Dolomiti, fra il Monte Faloria e il Monte Cristallo. Prima di raggiungere il fondovalle attraversa le frazioni di Alverà e Pecol, per poi gettarsi nel Boite a quota 1150 m s.l.m. in località omonima Bigontina.

## Affluenti
- Destra idrografica:
  - rio Gere

## Esondazioni
Il torrente è soggetto a improvvisi aumenti di portata e rischi di esondazioni nel caso di precipitazioni abbondanti, anche a causa della facilità con cui si accumulano detriti pietrosi nel suo alveo. L'episodio più grave in tempi recenti avvenne il 5 agosto 2017, quando il Bigontina tracimò in località Alverà, causando la morte di una donna 60enne travolta con la sua auto, e provocando ingenti danni.